# フロゾローネ
フロゾローネ（イタリア語: Frosolone）は、イタリア共和国モリーゼ州イゼルニア県にある、人口約3,200人の基礎自治体（コムーネ）。

## 地理

### 位置・広がり

#### 隣接コムーネ
隣接するコムーネは以下の通り。括弧内のCBはカンポバッソ県所属を示す。
- カルピノーネ
- カザルチプラーノ (CB)
- チヴィタノーヴァ・デル・サンニオ
- ドゥローニア (CB)
- マッキアゴーデナ
- モリーゼ (CB)
- サンテーレナ・サンニータ
- セッサーノ・デル・モリーゼ
- トレッラ・デル・サンニオ (CB)

## 行政

### 分離集落
フロゾローネには、以下の分離集落（フラツィオーネ）がある。
- Acquevive, Cerasito, Colle Carrise, San Pietro in Valle

## 文化・観光
「イタリアの最も美しい村」クラブ加盟コムーネである。